# BMW na dirkah 24 ur Nürburgringa
Vzdržljivostne dirke 24 ur Nürburgringa prirejajo od l.1970 v kraju Nürburg v Nemčiji na dirkališču Nürburgring dolžine 25,378 km. Dirkači tekmujejo v skoraj 30 razredih.
- Sezona 1970:

V premierni sezoni tekmovanja je v skupnem zmagal dirkalnik BMW 2002ti z nemškima dirkačema Hans-Joachimom Stuckom in Clemensom Schickentanzom.
- Sezona 1971:

Skupni zmagovelac je bil dirkalnik BMW 2002 Alpina z dirkačema Ferfriedom Prinzom von Hohenzollernom in Geroldom Panklom st.
- Sezona 1972:

Skupno je zmagal dirkalnik BMW 2800 CS Alpina z dirkačema Helmutom Kellenersom in Geroldom Panklom st.
- Sezona 1973:

V tej sezoni je nastopil znani dirkač Formule 1 Niki Lauda in Hans Peter Joisten z dirkalnikom BMW Coupe 3.3 in skupno zmagal.
- Sezona 1984:

Po premoru je BMW ponovno osvojil dirko skupno z dirkalnikom BMW 635 CSi. Dirkači so bili Axel Felder, Franz-Josef Bröhling in Peter Oberndorfer.
- Sezona 1985:

Tudi to sezono so osvojili skupno zmago z dirkalnikom BMW 635 CSi z dirkači Axelom Felderjem, Jürgenom Hamelmannom in Robertom Walterscheid-Müllerjem.
- Sezona 1986:

Dirkači Markus Oestreich, Otto Rensing in Winni Vogt so dirkali z dirkalnikom BMW 325i in skupno zmagali.
- Sezona 1989:

V tej sezoni skupno zmagajo z dirkalnikom BMW M3 dirkači Emanuele Pirro, Roberto Ravaglia in Fabien Giroix.
- Sezona 1990:

Dirkači Altfrid Heger, Joachim Winkelhock in Frank Schmickler ponovijo uspeh prejšnje sezone z dirkalnikom BMW M3.
- Sezona 1991:

Dirkači Joachim Winkelhock, Kris Nissen in Armin Hahne spet zmagajo skupno z dirkalnikom BMW M3.
- Sezona 1992:

BMW še zadnjič osvoji dirko skupno s starim dirkalnikom BMW M3. Dirkači so bili Johnny Cecotto, Christian Danner, Jean-Michel Martin in Marc Duez.
- Sezona 1994:

BMW predstavi nov dirkalnik BMW M3 E36 in z njim osvoji skupno zmago na dirki z dirkači Karl-Heinzom Wlazikom, Frankom Katthöferjem in Fredom Rostergom.
- Sezona 1995:

Dirkači Roberto Ravaglia, Marc Duez in Alexander Burgstaller so zmagali skupno z dirkalnikom BMW 320i.
- Sezona 1996:

BMW ponovno zmaga z dirkalnikom BMW M3 E36. Dirkača sta bila Johannes Scheid in Hans Widmann ter dirkačica Sabine Reck.
- Sezona 1997:

Uspeh so ponovili tudi v tej sezoni dirkači Johannes Scheid, Hans-Jürgen Tiemann in Peter Zakowski ter dirkačica Sabine Reck z dirkalnikom BMW M3 E36.
- Sezona 1998:

BMW prvič zmaga z dizelsko gnanim dirkalnikom BMW 320d in dirkači Marcom Duezom, Andreasom Bovensiepenom, Christianom Menzelom in Hans-Joachimom Stuckom.
- Sezona 2004:

V tej sezoni predstavijo nov dirkalnik BMW M3 GTR z dirkači Dirkom Müllerjem, Jörgom Müllerjem, Hans-Joachimom Stuckom in Pedrom Lamyem zmagajo na dirki skupno.
- Sezona 2005:

Z enakim dirkalnikom BMW M3 GTR ponovijo uspeh in zmagajo skupno dirkači Pedro Lamy, Boris Said, Duncan Huisman in Andy Priaulx.
- Sezona 2010:

Z novim dirkalnikom BMW M3 GT2 skupno zmagajo na dirki dirkači Jörg Müller, Augusto Farfus, Uwe Alzen in Pedro Lamy.